# 360-as évek
Évszázadok: 3. század – 4. század – 5. század
Évtizedek: 310-es évek – 320-as évek – 330-as évek – 340-es évek – 350-es évek – 360-as évek – 370-es évek – 380-as évek – 390-es évek – 400-as évek – 410-es évek
Évek: 360 361 362 363 364 365 366 367 368 369

## Események
- 360-ban a Srí Lanka-i Meghavarna király követei megérkeznek a Gupta császárok udvarába, a látogatók tiszteletére vallási szentélyt építenek.
- 360-as években a hunok először támadják meg Európát.
- 360-ban befejeződik a Hagia Szophia építése.
- 363-ban a világon először újságot adnak ki, Pekingben.